# Dwór w Golinie
Dwór w Golinie – zabytkowy dwór znajdujący się w mieście Golina, w województwie wielkopolskim, przy ulicy Parkowej.
Został wybudowany w pierwszej połowie dziewiętnastego stulecia, w stylu klasycystycznym. Jest to budowla parterowa wybudowana na planie prostokąta. Przy fasadzie głównej mieści się portyk podparty przez cztery kolumny zakończony trójkątnym szczytem.
Obecnie w dworze mieści się przedszkole „Baśniowy Dworek”.